# Rise Up (W.E.T.-Album)
Rise Up ist das 2013 erschienene zweite Studioalbum der schwedisch/US-amerikanischen Supergroup W.E.T.

## Hintergrund
W.E.T. hatte 2009 das selbstbetitelte Debütalbum veröffentlicht, das von der Kritik sehr positiv aufgenommen worden war und unter anderem in die vom Magazin Rocks erstellte Liste der besten Alben des Jahres 2009 aufgenommen wurde. Das Album war ohne die Beteiligung von Jeff Scott Soto am Songwriting entstanden, da die Plattenfirma (Frontiers Records) 2008 an Robert Säll und Erik Mårtensson herangetreten war und sie gebeten hatte, jeweils sechs Lieder für ein gemeinsames Album mit Soto zu schreiben.
Erst vier Jahre später gelang es der Gruppe, ein weiteres Album zu veröffentlichen. An dessen Entstehung war Soto diesmal maßgeblich als Songwriter beteiligt.

## Titelliste
| Nr.          | Titel               | Autor(en)                                                           | Länge |
| ------------ | ------------------- | ------------------------------------------------------------------- | ----- |
| 1.           | Walk Away           | Magnus Henriksson / Erik Martensson / Jeff Scott Soto / Robert Säll | 3:56  |
| 2.           | Learn To Live Again | Johan Becker / Martensson / Soto / Säll                             | 3:31  |
| 3.           | Rise Up             | Henriksson / Martensson / Soto / Säll                               | 3:21  |
| 4.           | Love Heals          | Martensson / Miqael Persson / Säll                                  | 4:27  |
| 5.           | What You Want       | Martensson / Persson                                                | 3:42  |
| 6.           | The Moment          | Henriksson / Martensson / Soto                                      | 3:14  |
| 7.           | Bad Boy             | Becker / Martensson / Persson / Säll                                | 4:26  |
| 8.           | On the Run          | Martensson / Soto                                                   | 3:29  |
| 9.           | Broken Wings        | Becker / Martensson / Persson                                       | 4:26  |
| 10.          | Shot                | Martensson / Persson / Säll                                         | 4:31  |
| 11.          | Still Believe       | Martensson / Persson / Soto                                         | 3:32  |
| 12.          | Still Unbroken      | Martensson / Soto / Säll                                            | 3:46  |
| Gesamtlänge: | Gesamtlänge:        | Gesamtlänge:                                                        | 46:51 |

## Rezeption
Rock Hard schrieb, für „das zweite Album von W.E.T., einer Kollaboration mit Work-Of-Art-Gitarrist Robert Såll und dem singenden Tausendsassa Jeff Scott Soto“ (u. a. Talisman, Journey, Axel Rudi Pell, Malmsteen), habe sich Erik Mårtensson „ins Zeug gelegt.“ Zwar sei die „Hitdichte nicht komplett zum Anbeten“ (The Moment, Bad Boy und Broken Wings seien nur Standard), für eine klare Empfehlung reiche es aber allemal: Learn To Live Again und What You Want hauten „hooklinetechnisch mit Karacho ins Mett,“ Walk Away und Shot stünden dem kaum nach, und selbst den „noch nicht erwähnten rockigen Rest hätte die Konkurrenz mit Kusshand genommen.“ Dass die Balladen Love Heals und Still Believe In Us zudem „garantiert jedes Höschen humide“ machten, sei da „nur noch goiler Bonus.“
Metal Hammer war der Meinung, das 2009er-Werk habe „beim geneigten Hörer bereits für eine Vielzahl feuchter Stellen“ gesorgt, und Rise Up schlage „in die gleiche Kerbe.“ Mit „Musikern, die allesamt als Meister ihres Fachs“ zählten, „mehr Hooks als in jeder Peter-Pan-Verfilmung und artgerechtem Produktions-Aplomb ausgestattet,“ befriedige W.E.T. weiterhin „sämtliche Bedürfnisse und Anforderungen, die man an das Melodiengenießer-Genre“ stellen dürfe und sollte. Würde Hollywood im „digitalen Verbesserungswahn nicht wie bei E.T. oder Star Wars optischen Unsinn betreiben, sondern aktuellen Austausch auf der auditiven Ebene betreiben, wären Songs wie Bad Boy, On The Run oder Broken Wings Top-Ersatz-Soundtrack-Kandidaten für eine Wiederveröffentlichung von Auf den Schwingen des Adlers oder ähnlichen Action-Kinokalibern der Achtziger.“ Wenn das kein Qualitätsbeweis ist...